# Hacienda de Márquez
Hacienda de Márquez är en ort i Mexiko.   Den ligger i kommunen Irapuato och delstaten Guanajuato, i den centrala delen av landet, 280 km nordväst om huvudstaden Mexico City. Hacienda de Márquez ligger 1 748 meter över havet och antalet invånare är 2 279.
Terrängen runt Hacienda de Márquez är huvudsakligen platt, men söderut är den kuperad. Runt Hacienda de Márquez är det tätbefolkat, med 790 invånare per kvadratkilometer. Närmaste större samhälle är Irapuato, 11,5 km söder om Hacienda de Márquez. Trakten runt Hacienda de Márquez består till största delen av jordbruksmark.